# Le Montet
Le Montet je naselje in občina v osrednjem francoskem departmaju Allier regije Auvergne. Leta 1999 je naselje imelo 502 prebivalca.

## Geografija
Kraj leži v pokrajini Bourbonnais 36 km jugozahodno od središča departmaja Moulinsa.

## Administracija
Le Montet je sedež istoimenskega kantona, v katerega so poleg njegove vključene še občine Châtel-de-Neuvre, Châtillon, Cressanges, Deux-Chaises, Meillard, Rocles, Saint-Sornin, Le Theil, Treban in Tronget s 4.966 prebivalci.
Kanton je sestavni del okrožja Moulins.

## Zanimivosti
- dvorec Château de Laly iz 17. stoletja;

1. ↑  »Populations légales 2016«. Nacionalni inštitut za statistične in gospodarske raziskave. Pridobljeno 25. aprila 2019.